# 平达雷米林
平达雷米林是巴西马拉尼昂州的一个市镇。总面积238.542平方公里，总人口30775人，人口密度129人/平方公里。